# 牛乳乃澪
牛乳乃澪，日本漫畫家。

## 簡歷
牛乳乃澪出身自北海道，2012年12月2日起在《NicoNico插畫》上連載作品《今天開始當女子小學生》，瀏覽人數達400萬，受到蘿莉控漫畫讀者歡迎。2015年12月16日，他於社交網站上發文，透露昔日畢業時曾在出路調查表裡填寫將來志向為漫畫家，被校方用「請別開玩笑（ふざけないでください）」的理由要求重寫。直到成名後母校再聯絡他，並希望以「畢業生漫畫家」形式將其姓名載入刊物內，卻遭一言拒絕。

## 作品

### 完結作品
- 《热气腾腾的活动》於《Manga Time Kirara》2013年7月號 - 2014年3月號刊載
- 今天開始當小學女生（『ニコニコ静画（漫畫）』2012年12月2日 - 2019年9月4日）
  - 今天開始當小學女生P！（『ヤングアニマル』2014年12號 - 2019年18號、白泉社 、全10卷）
- 痴女小學生（以同人誌類型連載，已完結）

### 連載作品
腕撃のパンツァー（暫無中文譯名『月刊コミックアライブ』2022年2月号- 連載中、KADOKAWA）

## 外部連結
- 牛乳乃澪的X（前Twitter）（日語）
- 牛乳屋さん （页面存档备份，存于） - ブログ（日語）